# Tony Award/Bester Nachwuchs
Der Tony Award for Best Newcomer (deutsch: Tony Award für den besten Nachwuchskünstler) ist ein US-amerikanischer Theater- und Musicalpreis, der nur im Jahr 1948 verliehen wurde.

## Geschichte und Hintergrund
Die Tony Awards, die im ersten Jahr noch Antoinette Perry Awards for Excellence in Theatre hießen, werden seit 1947 jährlich in zahlreichen Kategorien von circa 700 Juroren vergeben, die sich aus der Unterhaltungsbranche und Presse der Vereinigten Staaten rekrutieren. Eine dieser Kategorien ist der Tony Award for Best Newcomer, der nur im Jahr 1948 vergeben wurde. Der Preis wurde an Schauspielerinnen und Schauspieler für hochwertige Debütrollen in einem Broadway-Stück oder -Musical verliehen. 

## Gewinner
Die Übersicht der Gewinner listet die Nachwuchskünstler, das Theaterstück bzw. Musical und die Rolle.  

### 1948
| Jahr           | Nachwuchskünstler | Theaterstück bzw. Musical  | Rolle |
| -------------- | ----------------- | -------------------------- | ----- |
| 1948           |                   |                            |       |
| June Lockhart  | For Love or Money | Janet Blake                |       |
| James Whitmore | Command Decision  | Tech Sergeant Harold Evans |       |